# Diocese de Tonga

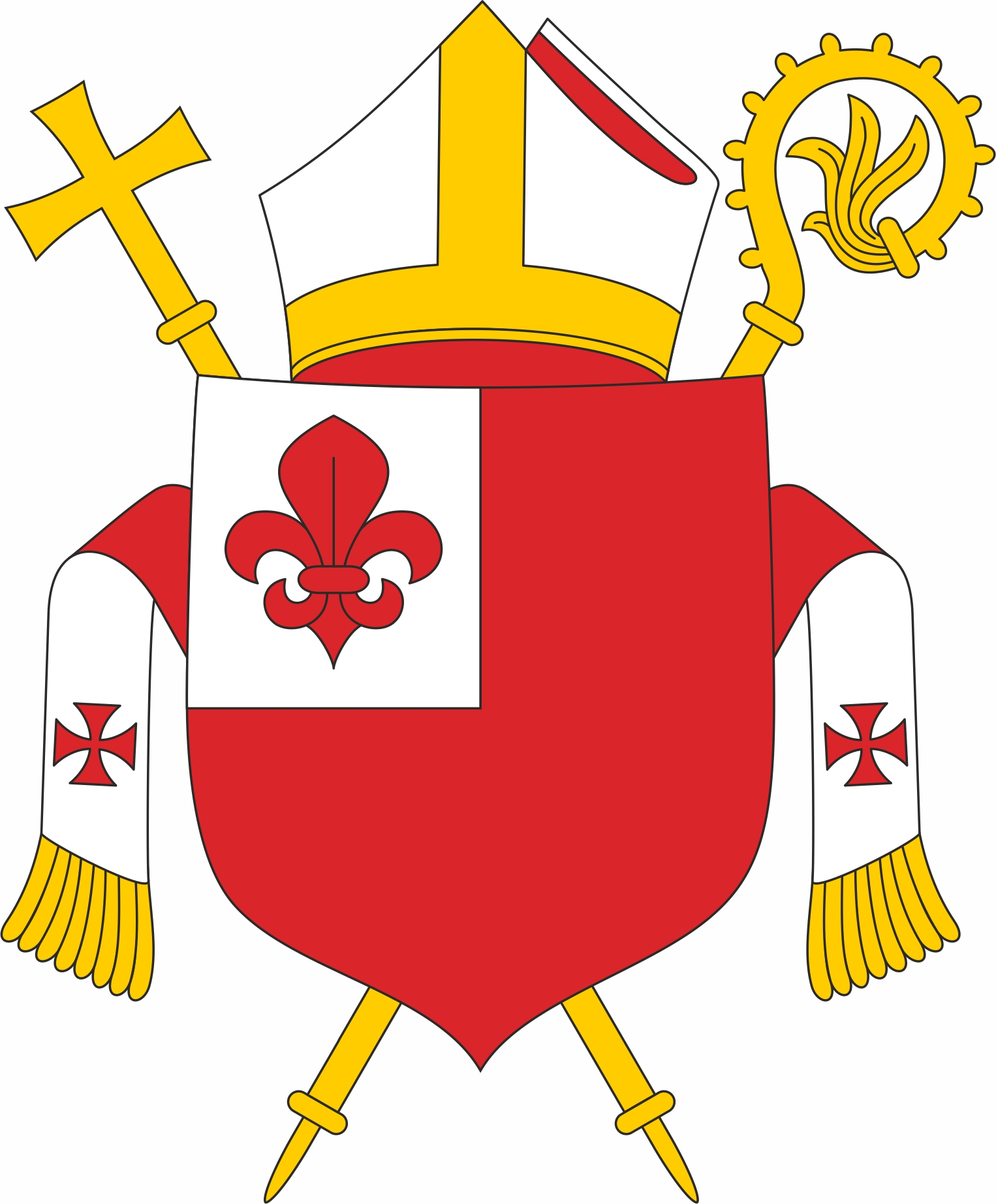
Escudo da diocese de Tonga

A Diocese de Tonga (em latim: Dioecesis Tongana) é um território eclesiástico da Igreja Latina ou diocese da Igreja Católica em Tonga. Foi erigida como parte do Vicariato Apostólico da Oceania Central em 1842, teve mudanças de nome subsequentes em 1937 e 1957 antes de ser elevada à Diocese de Tonga em 21 de junho de 1966. Sua cátedra é encontrada na Catedral da Imaculada Conceição (em tonganês: Malia Tupu 'Imākulata) na capital Nuku'alofa. É imediatamente isenta da Santa Sé e não faz parte de uma província eclesiástica.

## História
Os primeiros missionários católicos desembarcaram nas ilhas de Tonga em 1837, mas a permissão para estabelecer uma missão permanente no país foi obtida apenas em 1842. A sociedade católica que existia naquela época estava sob o Vicariato Apostólico do Pacífico Central, que foi criado em 23 de agosto de 1842. O Vicariato Apostólico de Tonga foi criado apenas em 13 de abril de 1937. Em 12 de junho de 1966 foi criado no arquipélago uma diocese independente.

## Líderes
- Pierre Bataillon, S. M. (1842–1863)
- Aloys Elloy, S. M. (1872–1878)
- Jean-Amand Lamaze, S. M. (1879–1906)
- Armand Olier, S. M. (1906–1911)
- Joseph-Felix Blanc, S. M. (1912–1952)
- John Hubert Macey Rodgers S.M. (1953–1997)
- Patelisio Punou-Ki-Hihifo Finau, S. M. (1972–1993)
- Soane Lilo Foliaki, S. M. (1994–2008)
- Soane Patita Paini Mafi (2008–)

## Fonte
- «Diocese of Tonga». Catholic-Hierarchy. Consultado em 12 de janeiro de 2007